# Associazione Calcio Femminile Valdobbiadene 1975
Questa voce raccoglie le informazioni riguardanti la Associazione Calcio Femminile Valdobbiadene nelle competizioni ufficiali della stagione 1975.

## Rosa
Rosa parziale tratta da cronache sportive.
| N. |                   | Ruolo | Calciatrice       |
| -- | ----------------- | ----- | ----------------- |
| 11 | Italia (bandiera) | C     | Wilma Agostinetto |
| 6  | Italia (bandiera) | C     | Vittoriana Amadio |
| 8  | Italia (bandiera) | A     | Claudia Avon      |
| 5  | Italia (bandiera) | C     | Flora Bighin      |
| 7  | Italia (bandiera) | C     | Cristina Boscolo  |
| 2  | Italia (bandiera) | D     | Campeotto         |
| 4  | Italia (bandiera) | C     | Dorotea Fasan     |
| 4  | Italia (bandiera) | C     | Luciana Maragno   |

| N. |                   | Ruolo | Calciatrice       |
| -- | ----------------- | ----- | ----------------- |
| 2  | Italia (bandiera) | D     | Rosalba Marcon    |
| 1  | Italia (bandiera) | P     | Nadia Mestriner   |
| 10 | Italia (bandiera) | A     | Lina Morlin       |
| 9  | Italia (bandiera) | A     | Dora Morson       |
| 3  | Italia (bandiera) | D     | Marisa Perin      |
| 5  | Italia (bandiera) | C     | Pighin            |
|    | Italia (bandiera) |       | Loredana Zottarel |